# キール海軍兵学校・海軍大学校

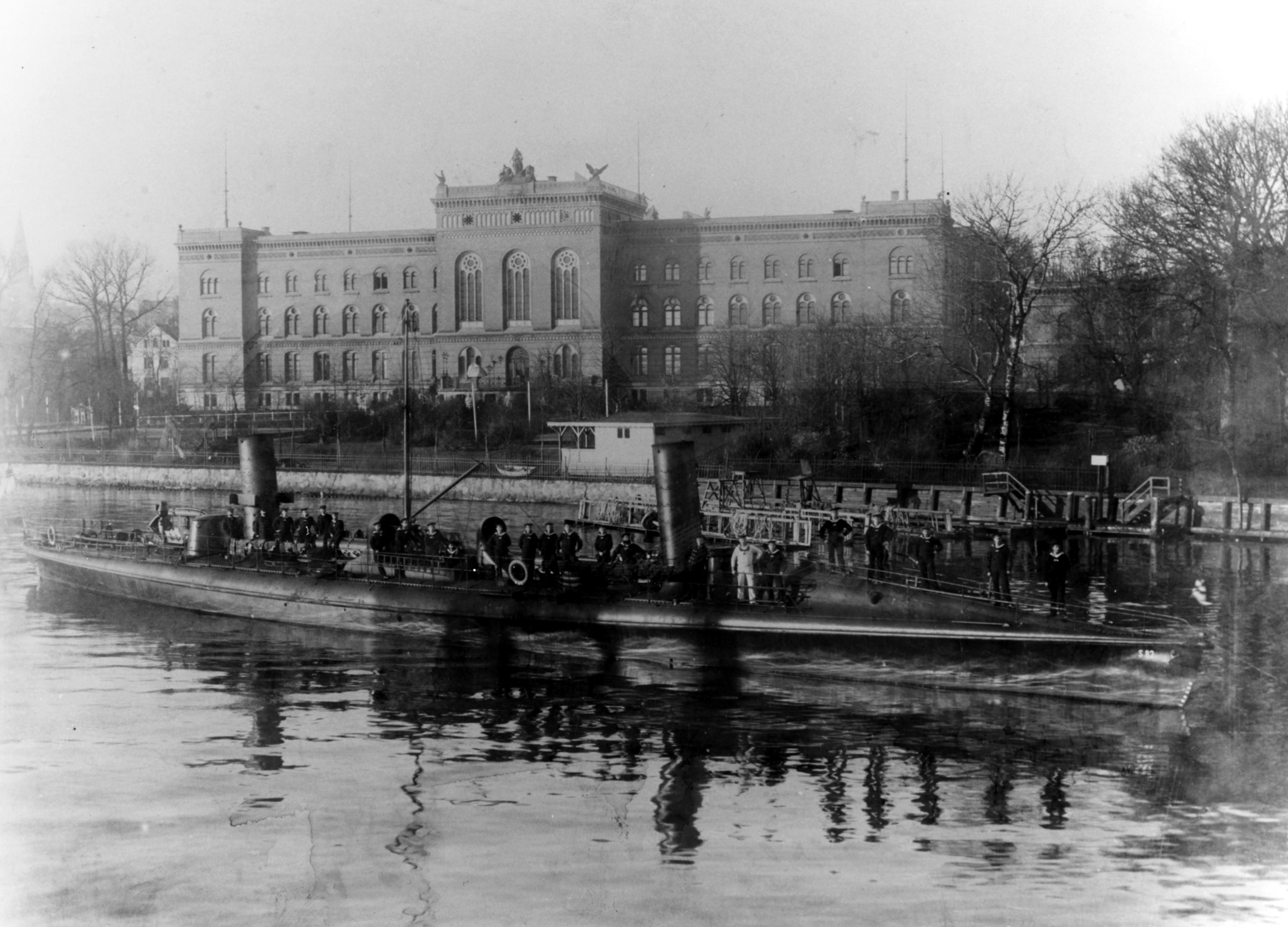
水雷艇「S-82」とキール海軍大学校（1897年）

キール海軍大学校（Marineakademie Kiel）及びキール海軍兵学校（Marineschule Kiel）は、ドイツ帝国海軍の将校養成機関。
後継のミュルヴィク海軍兵学校は現在でもドイツ連邦軍海軍の士官候補生及び現役士官の教育を行っている。

## 主な出身者
- 伏見宮博恭王（元帥海軍大将）